# Candy-O (песня)
Candy-O (с англ. — «Конфетка-О») — песня американской рок-группы The Cars, шестой трек с альбома Candy-O.
Она была написана Риком Окасеком, песня не была основана на реальном человеке. В песне есть выдающееся гитарное соло Эллиота Истона и ведущий вокал басиста Бенджамина Орра. Хотя "Candy-O" и не была выпущена как сингл, с тех пор она стала любимицей фанатов и вошла в несколько сборников. Песня также была высоко оценена критиками за её написание и плотное исполнение.

## О песне
"Candy-O" была написана Риком Окасеком и спета басистом Бенджамином Орром. По словам Рика Окасека, "Candy-O" не была основана на конкретном человеке. В интервью группе Окасек сказал: "Я никогда не знал ни одну Candy-O", на что Бенджамин Орр пошутил: "[Ты] никогда не рассказывал мне об этом". На вопрос Билла Флэнагана из журнала Trouser Press, является ли название Candy-O отсылкой к "Окасеку", или "Орру", Рик Окасек сухо ответил: "Буква "О" означает "obnoxious" (с англ. — «неприятный»)".

## Композиция
Стиль песни более гитарный и менее нью-вейвовый, чем у многих песен The Cars. Припев минимален, всего одна строка — Конфетка-О/Ты так нужна мне (с англ. — «Candy-O / I need you so»), что приводит к громким гитарным и барабанным заливкам, делящим ритм менее равномерно. Рецензент AllMusic Том Магиннис описал песню как "слегка зловещую" и одну из самых мрачных и лучших песен с Candy-O, второго альбома The Cars. Он также ссылается на "лучшее соло Эллиота Истона на альбоме, начинающееся со всплеска ускоряющихся эффектов старта, а затем переходящее на территорию Эдди Ван Халена, срывая серию тугих обжигающих трелей, которые быстро переходят в следующий куплет, прежде чем слишком приблизиться к гитарной виртуозности 70-х..."

## Выпуск и Приём
"Candy-O" была впервые выпущена на одноимённом альбоме в 1979 году, последовавшая после предыдущей песни альбома "Shoo Be Doo". Хотя песня и не была выпущена как сингл, она была би-сайдом к "Double Life", а также "Let’s Go" во Франции и Бразилии. Она также была включена в такие сборники, как Just What I Needed: The Cars Anthology и The Essentials.
"Candy-O" была положительно воспринята критиками. Магиннис назвал трек "заразительным" и назвал его "ярким примером того, как группа опытных в студии музыкантов максимально использует свежие звуки дня, не подавляя свои потрясающие навыки написания песен и игры". Ultimate Classic Rock оценил песню как третью лучшую песню The Cars с Бенджамином Орром на вокале, назвав ей "коротким, но таким милым маленьким рокером" и похвалив гитарное соло Истона как "превосходное".

## Каверы
"Candy-O" была записана такими группами, как Melvins, чей альбом Ozma 1989 года включал версию песни, описанную обозревателем AllMusic Недом Раггеттом как "случайный, чёрт возьми, момент", который "не должен работать, но на самом деле работает". Песня также была исполнена группой The New Cars под руководством Тодда Рандгрена, которые включили её концертную версию в свой альбом 2006 года It’s Alive!.

## Список композиций
- Рик Окасек — ритм-гитара, бэк-вокал
- Эллиот Истон — соло-гитара, бэк-вокал
- Грег Хоукс — клавишные, перкуссия, бэк-вокал
- Бенджамин Орр — бас-гитара, вокал
- Дэвид Робинсон — ударные, перкуссия